# 新潟市立東新潟中学校
新潟市立東新潟中学校（にいがたしりつ ひがしにいがたちゅうがっこう）は、新潟県新潟市東区山木戸にある公立中学校である。

## 概要
- 山木戸の一番沼垂寄り、栗ノ木川に面した位置にある。
- 木戸小学校、沼垂小学校、笹口小学校の校区のほぼ全域が東新潟中学校区である。
- 公立中学校のグラウンドとしては本格的なナイター設備が古くから備わっており、社会人チーム等に重宝されている。
- 地域住民の愛称は、“東新（とうしん）中”。「力の東新」と言う標語が、スクール・ポリシーとして日常的に使用されている。
- 校内暴力が全国的に問題化していた頃は、工業地帯という校区の特性もあり、“荒れた中学”として県内でも悪評が高かったが、教職員のたゆまぬ努力で今は平穏な雰囲気である。
- 校舎も、体育館・プール・ランチルーム以外の大半が昭和時代の竣工であるが、こまめに整備・清掃がなされ清潔感がある。
- 合唱部が全国レベル。
- 葦という生徒会誌が毎年一回発行され、生徒一人ひとりが、クラス毎に決めたテーマに回答する形で、数十字ほどコメントしている。  巻末には校長から一般教員、校務員・事務職員まで、全ての教職員が数十～数百字の短文を寄せ、学校や生徒への思いを述べている。

## 沿革
- 1950年（昭和25年）：長嶺中学校・木戸中学校を合併統合する形で開校
- 1957年（昭和32年）：校歌制定
- 1964年（昭和39年）：新潟地震被災
- 1966年（昭和41年）：初代プール竣工
- 1969年（昭和44年）：木戸中学校が分離
- 1977年（昭和52年）：南校舎（普通教室棟）・本館（管理棟）竣工
- 1980年（昭和55年）：中庭池完成
- 1981年（昭和56年）：特別教室棟竣工
- 1982年（昭和57年）：テニスコート整備
- 1985年（昭和60年）：教室棟・特別教室棟増築
- 1986年（昭和61年）：武道場竣工
- 1993年（平成5年）：コンピューター室完成・パソコン設置
- 1993年（平成5年）：現体育館竣工
- 1995年（平成7年）：現プール竣工
- 2003年（平成15年）：ランチルーム竣工

## 教育目標
「たくましく生きる生徒」